# 파얄 카파디아
파얄 카파디아(영어: Payal Kapadia, 1986년 1월 4일 ~ )는 인도의 영화 감독이다.

## 작품 목록
- 무지의 밤 (2021, 다큐)
- 우리가 빛이라 상상하는 모든 것 (2024)